# Sierra de Somosierra
Somosierra es la sierra situada al oeste del recién nacido río Duratón, oeste del puerto de Somosierra, y que engloba la parte más oriental de la sierra de Guadarrama, lindando al este con la sierra de Ayllón, todo ello en el sistema Central. Somosierra está ubicada en el centro de la península iberica, entre el extremo norte de la Comunidad de Madrid y el este de la provincia de Segovia.

## Importancia en la historia
- En la batalla de Somosierra las tropas de Napoleón, tras derrotar a las tropas españolas que guarnecían el puerto, abrieron el camino hacia Madrid.
- En los pueblos de Buitrago del Lozoya, Gandullas, Piñuécar, Prádena del Rincón, Paredes de Buitrago y Mangirón hay una serie de construcciones militares (nidos de ametralladoras, parapetos, observatorios, fortines y trincheras) que defendieron el acceso al agua de los habitantes de Madrid (los embalses madrileños del norte de la Comunidad eran una fuente vital de abastecimiento y esta zona fue línea de frente) durante la Guerra Civil. Actualmente se han creado rutas para conocerlos.[1]

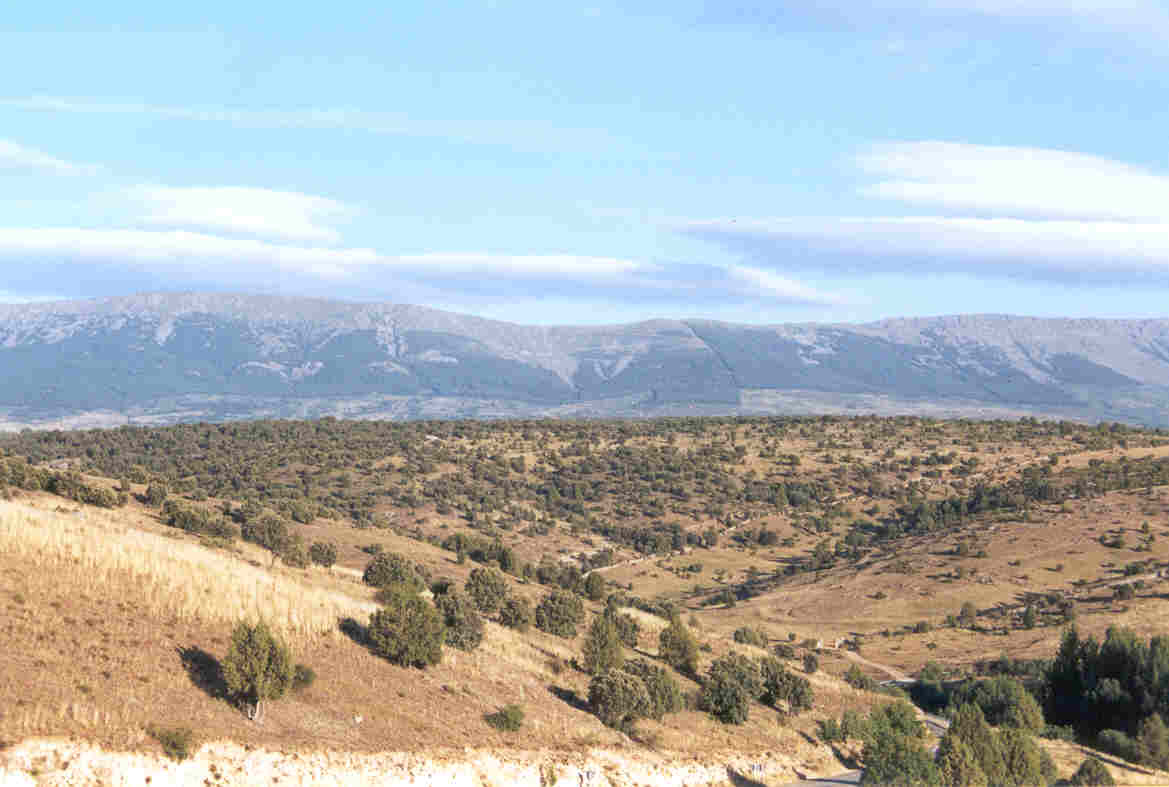
Somosierra vista desde la provincia de Segovia.
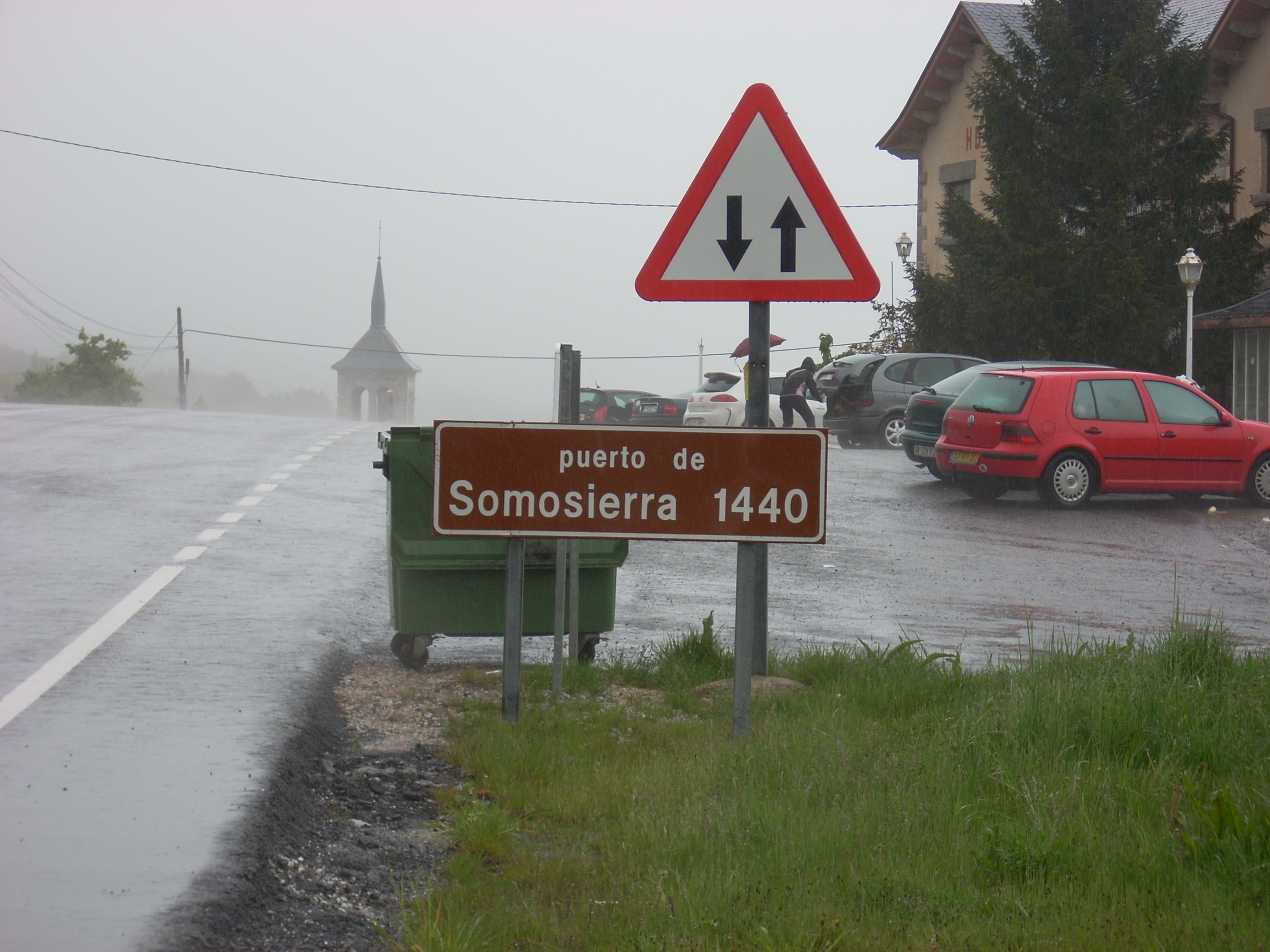
El puerto de montaña de Somosierra.